# Онискевич, Григорий Демьянович
Григорий Демьянович Онискевич (1918 — 1968) — участник Великой Отечественной войны, заместитель командира эскадрильи 164-го истребительного авиационного полка (295-й истребительной авиационной дивизии, 9-го смешанного авиационного корпуса, 17-й воздушной армии, 3-го Украинского фронта), старший лейтенант. Герой Советского Союза.

## Биография
Родился 16 февраля 1918 года в городе Чита в семье рабочего. Русский.
Окончил 7 классов. Затем школу фабрично-заводского ученичества. Занимался в Читинском аэроклубе.
Работал на Читинском паровозовагоноремонтном заводе. После окончания летного военного училища работал лётчиком-инструктором.
С 1938 года в РККА. В 1940 году окончил Батайскую военную авиационную школу пилотов.
В декабре 1941 года был направлен на фронт. До октября 1942 года служил в 25-м истребительном авиационном полку. Летал на МиГ-3. С октября 1942 года по май 1945 года — заместитель командира эскадрильи 164-го истребительного авиационного полка (295-я истребительная авиационная дивизия, 9-й смешанный авиационный корпус (первого формирования), 17-я воздушная армия, 3-й Украинский фронт). Летал на ЛаГГ-3, Ла-5 и Ла-7. Член ВКП(б) с 1943 года.
К весне 1944 года совершил 372 боевых вылета, в 57 воздушных боях лично сбил 24 и в группе 8 самолетов противника.
1 июля 1944 года за мужество и воинскую доблесть, проявленные в боях с врагами, удостоен звания Героя Советского Союза.
Всего выполнил 482 успешных боевых вылета, провёл 106 воздушных боёв.
После Великой Отечественной войны продолжил службу в ВВС. В 1955 году окончил Курсы усовершенствования офицерского состава при Военно-Воздушной академии. Окончил службу в 1956 году в звании полковника. Жил в  Воронеже. Умер 1 января 1968 года. Похоронен на Коминтерновском кладбище.

## Награды
- Герой Советского Союза № 3468[3];
- орден Ленина;
- три ордена Красного Знамени (21.9.1943; 22.2.1945)
- орден Александра Невского (20.9.1945)
- орден Красной Звезды;
- орден Отечественной войны I степени (29.4.1944)
- медали.

## Память
- Именем Героя названа улица в Чите и Киеве — улица Онискевича Григория[укр.].
- Его именем названо ГПТУ № 1 в Чите.
- В 2004 году на здании школы № 2 Читы Онискевичу установлена мемориальная доска.
- В Чите, в Железнодорожном административном районе, проводится легкоатлетическая эстафета среди учащихся школ района — памяти Героя Советского Союза лётчика Григория Онискевича[4][5].